# Immortals

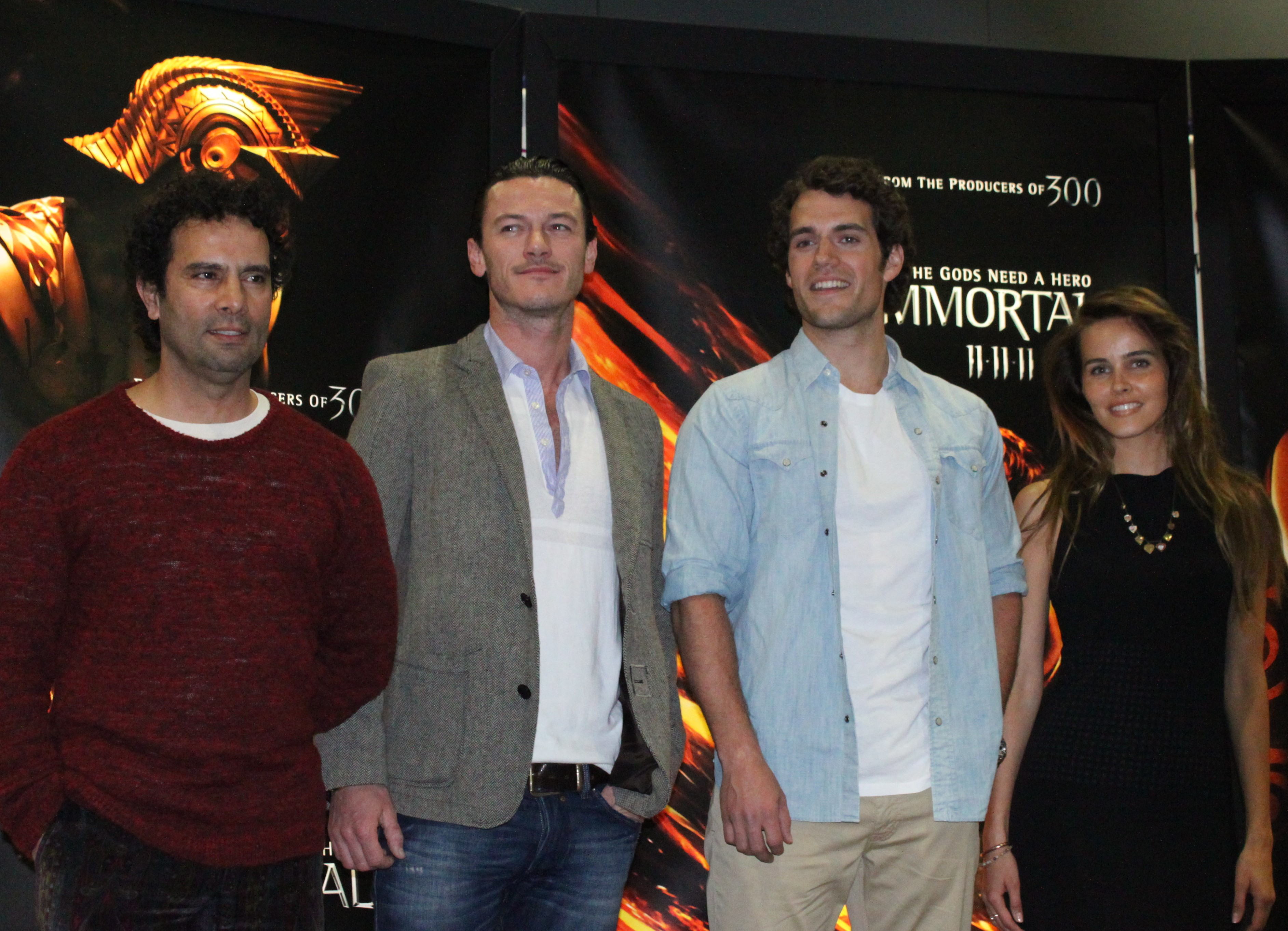
Cast van Immortals

Immortals is een Amerikaanse mythologie-fantasyfilm uit 2011, geregisseerd door Tarsem Singh. Immortals is losjes gebaseerd op de Griekse mythologie van Theseus en de Minotaurus en de Titanenstrijd.

## Verhaal
Theseus en zijn leger strijden samen met het orakel Phaedra tegen de verraderlijke koning Hyperion met zijn leger die al een grote verwoesting achter liet in het oude Griekenland, omdat hij op zoek is naar de boog van Epirus waarmee hij de Goden wil verslaan en zo zichzelf wil kronen tot heerser van de wereld.

## Rolverdeling
| Acteur         | Personage |
| -------------- | --------- |
| Henry Cavill   | Theseus   |
| Stephen Dorff  | Stavros   |
| Luke Evans     | Zeus      |
| Isabel Lucas   | Athena    |
| Kellan Lutz    | Poseidon  |
| Freida Pinto   | Phaedra   |
| Mickey Rourke  | Hyperion  |
| Daniel Sharman | Ares      |
| Dylan Smith    | Stephanos |
| John Hurt      | Old Man   |
| Joseph Morgan  | Lysander  |